# Maebashi
Maebashi (前橋市, Maebashi-shi) är residensstad i Gunma prefektur på Honshu i Japan. Folkmängden uppgår till cirka 340 000 invånare. Staden grundades den 1 april 1892 och hade då en area på 7,71 km² och en befolkning på 31 967 personer. Sedan dess har den utökats genom flera sammanslagningar där ett antal angränsande köpingar och byar inkorporerats. Den senaste var 5 maj 2009 då byn Fujimi slogs samman med staden.
Staden har sedan 2009
status som kärnstad (japanska: 中核市?, Chūkakushi) enligt lagen om lokalt självstyre.

## Personer med anknytning till Maebashi
- Lyrikern Sakutaro Hagiwara

## Sport
Thespa Kusatsu från Maebashi spelar i J. League i fotboll.